# 1000 Forms of Fear
Albums de Sia
We Are Born
(2010) This Is Acting
(2016)
Singles
1. Chandelier
Sortie : 17 mars 2014
2. Big Girls Cry
Sortie : 25 juin 2014
3. Elastic Heart
Sortie : 9 janvier 2015
4. Fire Meet Gasoline
Sortie : 19 juin 2015

1000 Forms of Fear est le sixième album de l'auteure-compositrice-interprète australienne Sia, en vente depuis le 8 juillet 2014. Chandelier, sorti en mars 2014, est le premier single de l'album. Le 2 juin 2014, Eye of the Needle est mis en ligne sur les plateformes de téléchargement numérique, en même temps que les précommandes de l'album sur l'iTunes Store.

## Liste des pistes
| No  | Titre                  | Auteur                                   | Durée |
| --- | ---------------------- | ---------------------------------------- | ----- |
| 1.  | Chandelier             | Sia Furler, Jesse Shatkin                | 3:37  |
| 2.  | Big Girls Cry          | Sia Furler, Chris Braide                 | 3:32  |
| 3.  | Burn the Pages         | Sia Furler, Greg Kurstin                 | 3:16  |
| 4.  | Eye of the Needle      | Sia Furler, Chris Braide                 | 4:10  |
| 5.  | Hostage                | Sia Furler, Nick Valensi                 | 2:56  |
| 6.  | Straight for the Knife | Sia Furler, Justin Parker                | 3:32  |
| 7.  | Fair Game              | Sia Furler, Greg Kurstin                 | 3:52  |
| 8.  | Elastic Heart          | Sia Furler, Thomas Pentz, Andrew Swanson | 4:18  |
| 9.  | Free the Animal        | Sia Furler, Greg Kurstin, Jasper Leak    | 4:25  |
| 10. | Fire Meet Gasoline     | Sia Furler, Greg Kurstin, Sam Dixon      | 4:02  |
| 11. | Cellophane             | Sia Furler, Greg Kurstin                 | 4:26  |
| 12. | Dressed in Black       | Sia Furler, Greg Kurstin, Grant Michaels | 6:41  |

## Ventes
1000 forms of fear débuta en 1re position du Billboard 200 avec 52 000 exemplaires. L'album se vendit à 300 000 exemplaires fin mars 2015. Au Royaume-Uni, l'album débuta a la 11e position mais arriva à sa meilleure position 39 semaines après en arrivant à la 5e position. L'album se vendit a 122 000 exemplaires en avril 2015. L' album débuta à la 1re position au Canada et en Australie ou il fut certifié disque d' or pour 35 000 exemplaires vendus en septembre 2014. En France, l' album débuta à la 8e position et se vendit a 140 000 exemplaires et fut certifié platine. L'album arriva numéro 4 en Suisse, 4 en Nouvelle-Zélande. 1000 forms of fears se vendit à plus de 920 000 exemplaires en avril 2015 , faisant de lui le deuxième album le plus vendu de la discographie de Sia, derrière This is Acting.

## Certifications
| Pays                       | Certification | Unités certifiées |
| -------------------------- | ------------- | ----------------- |
| Australie (ARIA)           | Platine       | 70 000            |
| Brésil (Pro-Música Brasil) | 3 × Platine   | 120 000           |
| Canada (Music Canada)      | Or            | 40 000            |
| Danemark (IFPI)            | Platine       | 20 000            |
| États-Unis (RIAA)          | Or            | 500 000           |
| Italie (FIMI)              | Or            | 25 000            |
| Mexique (Amprofon)         | 2 × Platine   | 120 000           |
| Pologne (ZPAV)             | Diamant       | 100 000           |
| Royaume-Uni (BPI)          | Platine       | 300 000           |
| Suède (GLF)                | Platine       | 40 000            |